# Маракулин, Павел Павлович
Па́вел Па́влович Мараку́лин (20 мая 1937, Горький — 9 января 2017, Киров) — советский и российский поэт, прозаик, журналист. Член Союза писателей СССР с 1971 года.

## Биография
Родился 20 мая 1937 года в Горьком, в семье рабочего автозавода. Детство Павла Маракулина прошло в деревне Петрени, в войну жил у бабушки, в селе Верходворье. Окончил семилетку на станции Староверческая, Мурашинского района Кировской области. Работал в леспромхозе, учился в вечерней школе рабочей молодёжи, затем в Кирове в ремесленном училище, работал на заводе электромонтёром. После службы в Советской армии вернулся на завод. Работал на телевидении, в газете. Затем поступил в литературный институт им. Горького, на заочное отделение, и окончил его. Занимался в творческом семинаре Ильи Сельвинского. 
В 1966 году вышла первая книга стихов «Снегири» с напутственным словом Сельвинского. В 1970-е и 1980-е годы его книги выходили в Кирове, Горьком, Москве в издательстве «Современник» («Дом под звёздами»). Публиковал лирическую прозу (сборник «Тихая родина»). 
С 1971 года — член Союза писателей СССР. В 1981 году вступил в ряды КПСС.
В 1992 году вышла книга о грибах «У медведя во бору», в 2007-м — избранные произведения «За окнами Дымково». Павел Павлович Маракулин — автор около двух десятков книг стихов и лирической прозы. За книгу «Дом на реке детства» Павел Маракулин был удостоен Всероссийской премии им. Н. А. Заболоцкого. 
Скончался в 9 января 2017 года в Кирове.

## Семья
- Жена, Людмила Алексеевна, работала в Кировском речном пароходстве главным бухгалтером.
- Две дочери: Лариса Павловна — учитель изобразительного искусства; Юлия Павловна — самозанятая
- Внучки: Анна — окончила Кировский педагогический институт факультет филологии, затем Московскую юридическую академию, работала юристом, в настоящее время живёт в Италии; Милана — учится в 11 классе, в Художественно-технологическом лицее, визажист-стилист. внук — Фёдор учится в 4 классе Художественно-технологического лицея.

## Книги
- Павел Маракулин Снегири: Стихи. — [Напутственное слово Ильи Сельвинского]. — Киров: Волго-Вятское книжное издательство. [Кировское отделение], 1966. — 40 с.
- Павел Маракулин Сердцевина: Стихи. — Горький: Волго-Вятское книжное изд-во, 1969. — 64 с.
- Павел Маракулин Дом под звёздами: стихи. — [ил.: В. Котанов]. — Москва: Современник, 1972. — 80 с.: ил. (Здравствуй, Москва! Первая книга в столице). — 10 000 экз.
- Павел Маракулин Красное дерево Севера. — [худож. О. Коняшин]. — Киров: Волго-Вятское книжное издательство, Кировское отделение, 1974. — 68 с.: ил. — 15 000 экз.
- Павел Маракулин Тихая родина: повесть и рассказы. — Горький, 1976. — 110 с.
- Павел Маракулин Доброта: стихи. // Худож. О. Коняшин. — Киров: Волго-Вятское книжное издательство, Киров. отд-ние, 1979. — 176 с.: портр.; (В пер.) — 10000 экз.
- Павел Маракулин Лесная родина: Книга стихов. — М.: Современник, 1979. — 112 с.: ил.; 20 000 экз. (Новинки «Современника»).
- Павел Маракулин Лесная азбука: миниатюры и стихи о природе. — [худож. Н. Мидов]. — Горький: Волго-Вятское книжное издательство, 1982. — 112 с. : ил. — 50 000 экз.
- Павел Маракулин Васильки во ржи: Лирические миниатюры. — [Худож. Г. Саленков]. — М.: Современник, 1983. — 304 с.: ил.; (В пер.) — 30 000 экз. (Новинки «Современника»)
- Павел Маракулин Свидание под дождём: Лирические новеллы и стихотворения. — [Худож. О. Коняшин]. — Горький: Волго-Вят. кн. изд-во, 1986. — 256 с.: ил.; (В пер.) — 15 000 экз.
- Павел Маракулин Последняя охота: Книга стихов. / [худож. В. Лукашев]. — М.: Современник, 1986. — 144 с.: ил. — 10 000 экз.
- Павел Маракулин Любовь к Диане: Стихи. — [худож. Л. А. Пестова, А. В. Пестов]. — Киров: Волго-Вятское книжное издательство, Киров. отд-ние, 1989. — 158 с.: ил. — 10 000 экз. — (в пер.) ISBN 5-7420-0128-2
- Павел Маракулин У медведя во бору: О грибах. Советы для начинающих грибников. 3-108 с. / Грибная кухня: кулинарные рецепты. Приложение 110-159 с. (Подготовил А. Д. Иванов) — Худож. Т. Дедова. — Пермь: КАПИК, 1992. — 160 с.; ил.; 120 000 экз.
- Павел Маракулин Записки вятского робинзона: [Сборник]. — Киров: Кировская обл. тип., 1997. — 204 с.: ил.; (В пер.) ISBN 5-88186-142-6
- Павел Маракулин Дом на реке детства: Лирическая проза и книга стихов. — Киров: Триада-С, 2001. — 176 c.: ил., портр. ISBN 5-88186-339-9
- Павел Маракулин Сердце полное света. — Киров: Ред. газ. «Сельская новь», 2006. — 64 с. (Народная библиотека) — ISBN 5-87-291-094-0
- Павел Маракулин За окнами Дымково: рассказы, очерки, стихи. — Киров: О-Краткое, 2007. — 400 с. : ил.; (в пер.) (Антология вятской литературы; т. 6) ISBN 978-5-91402-001-6

### Сборники, альманахи
- Молодость: Стихи молодых. Навстречу IV Всесоюзному совещанию молодых писателей. — Сборник издан на общественных началах. — Вступит слово А. Лиханов, редактор газеты «Комсомольское племя». / П. Маракулин, С. 29-37. / (Вл. Богданов, Ан. Быстров, Ек. Дьяконова, Т. Николаева, Г. Хорошавцев, Б. Марьев). — Худож. Т. Дедова. — Киров: Кн. изд., 1963. — 64 с. — 7000 экз.
- Встречи: Произведения кировских писателей. — Сост. В. В. Заболотский. — [П. Маракулин, C.10—17: Сельские этюды (Цикл стихов). библ. справ.] — Киров: Волго-Вятское книжное издательство. Кировское отд., 1982. — 192 с.; 10 000 экз.
- О, древний город, давший мне приют: Сборник стихов вятских поэтов к 650-летнему юбилею города Кирова. — Киров: Кировская обл. типогр., 2024. — 176 с.; Павел Маракулин [Стихи] С.11-13. — ISBN 978-5-498-01070-0

## Премии и награды
- премия им. Н. А. Заболоцкого (2001)

## Память
- 25 мая 2017 года в Кировской государственной универсальной областной научной библиотеке им. А. И. Герцена состоялся вечер памяти, посвящённый 80-летию поэта. Была подготовлена художественная выставка «Анатолий Пестов. Иллюстрации к книге стихов П. П. Маракулина»[5].
- С октября 2018 года Кировская библиотека № 12 носит имя писателя Павла Маракулина[6].
- В третьем номере альманаха «Вятка литературная» за 2018 год — в разделе «Чтобы помнили» — была опубликована большая подборка произведений Павла Маракулина.